# Edward S. Bragg

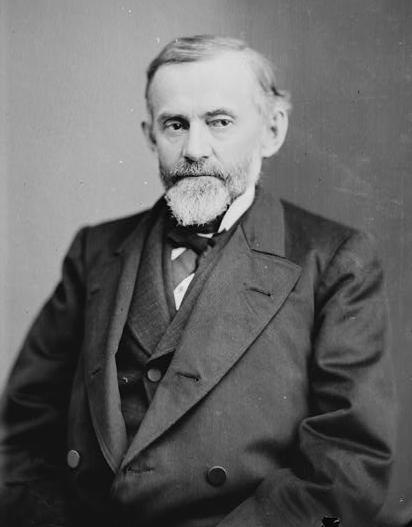
Edward S. Bragg

Edward Stuyvesant Bragg (* 20. Februar 1827 in Unadilla, Otsego County, New York; † 20. Juni 1912 in Fond du Lac, Wisconsin) war ein US-amerikanischer Politiker. Zwischen 1877 und 1887 vertrat er zweimal den Bundesstaat Wisconsin im US-Repräsentantenhaus; von 1888 bis 1889 war er Botschafter der Vereinigten Staaten in Mexiko.

## Werdegang
Edward Bragg besuchte die öffentlichen Schulen seiner Heimat und dann das heutige Hobart College in Geneva. Nach einem anschließenden Jurastudium und seiner im Jahr 1848  erfolgten Zulassung als Rechtsanwalt begann er in Unadilla in seinem neuen Beruf zu arbeiten. Im Jahr 1850 zog er nach Fond du Lac in Wisconsin, wo er ebenfalls als Rechtsanwalt praktizierte. Im Jahr 1853 wurde er in seiner neuen Heimat Bezirksstaatsanwalt.
Politisch war Bragg Mitglied der Demokratischen Partei. Im Jahr 1860 war er Delegierter zur Democratic National Convention in Charleston. Während des Bürgerkrieges diente Bragg als Offizier im Heer der Union. Dabei stieg er vom Hauptmann bis zum Brigadegeneral auf. Nach dem Krieg wurde er im Jahr 1866 Posthalter in Fond Du Lac. Zwischen 1868 und 1869 saß er im Senat von Wisconsin. In den Jahren 1872, 1880 und 1896 war er erneut Delegierter auf den jeweiligen Bundesparteitagen der Demokraten. 1874 kandidierte er erfolglos für den US-Senat: Er unterlag dem Republikaner Angus Cameron.
Bei den Kongresswahlen des Jahres 1876 wurde Bragg im fünften Wahlbezirk von Wisconsin in das US-Repräsentantenhaus in Washington, D.C. gewählt, wo er am 4. März 1877 die Nachfolge von Samuel D. Burchard antrat. Nach zwei Wiederwahlen konnte er bis zum 3. März 1883 drei Legislaturperioden im Kongress absolvieren. Von 1877 bis 1879 war er Vorsitzender des Ausschusses zur Kontrolle der Ausgaben des Justizministeriums; von 1879 bis 1881 leitete er den Ausschuss, der sich mit Ansprüchen aus der Kriegszeit befasste (War Claims). Im Jahr 1882 verzichtete Bragg auf eine erneute Kandidatur für das US-Repräsentantenhaus. Zwei Jahre später, 1884, bewarb er sich aber im zweiten Distrikt von Wisconsin um die Rückkehr in den Kongress. Nach seinem Wahlsieg konnte er dort am 4. März 1885 Daniel H. Sumner ablösen. Da er im Jahr 1886 nicht mehr kandidierte, konnte er bis zum 3. März 1887 nur eine weitere Amtszeit im Repräsentantenhaus verbleiben, während der er Vorsitzender des Militärausschusses war.
Nach seinem Ausscheiden aus dem Kongress arbeitete Bragg zunächst wieder als Rechtsanwalt. Zwischen dem 16. Januar 1888 und dem 27. Mai 1889 war er US-Botschafter in Mexiko. Im Jahr 1902 wurde er amerikanischer Konsul in Havanna auf Kuba; von 1903 bis 1906 hatte er das gleiche Amt in Hongkong inne. Danach zog er sich in den Ruhestand zurück. Edward Bragg starb am 20. Juni 1912 in Fond du Lac.